# Daniel Noonan
Daniel Noonan (n. 28 octombrie 1979, Warren⁠(d), Noul Wales de Sud, Australia) este un canotor ce a reprezentat Australia, medaliat olimpic. A participat la 2 ediții ale Jocurilor Olimpice (2008, 2012) în care a câștigat o medalie de bronz.